# 杉並区立図書館
杉並区立図書館（すぎなみくりつとしょかん、英語: Suginami City Library）は、東京都杉並区が運営する公共図書館の総称。杉並区立図書館条例（昭和57年7月1日条例第26号）に基づき、杉並区立中央図書館など13の図書館が設置されている。

## 図書館一覧
- 杉並区立中央図書館（東京都杉並区荻窪3−40-23）
- 杉並区立柿木図書館（東京都杉並区上井草1-6-13）
- 杉並区立宮前図書館（東京都杉並区宮前5-5-27）
- 杉並区立永福図書館（東京都杉並区永福4-25-7）
- 杉並区立高円寺図書館（東京都杉並区高円寺南2-36-25）
- 杉並区立成田図書館（東京都杉並区成田東3-28-5）
- 杉並区立西荻図書館（東京都杉並区西荻北2-33-9）
- 杉並区立阿佐谷図書館（東京都杉並区阿佐谷北3-36-14）
- 杉並区立南荻窪図書館（東京都杉並区南荻窪1-10-2）
- 杉並区立下井草図書館（東京都杉並区下井草3-26-5）
- 杉並区立高井戸図書館（東京都杉並区高井戸東1-28-1）
- 杉並区立方南図書館（東京都杉並区方南1-51-2）
- 杉並区立今川図書館（東京都杉並区今川4-12-10）

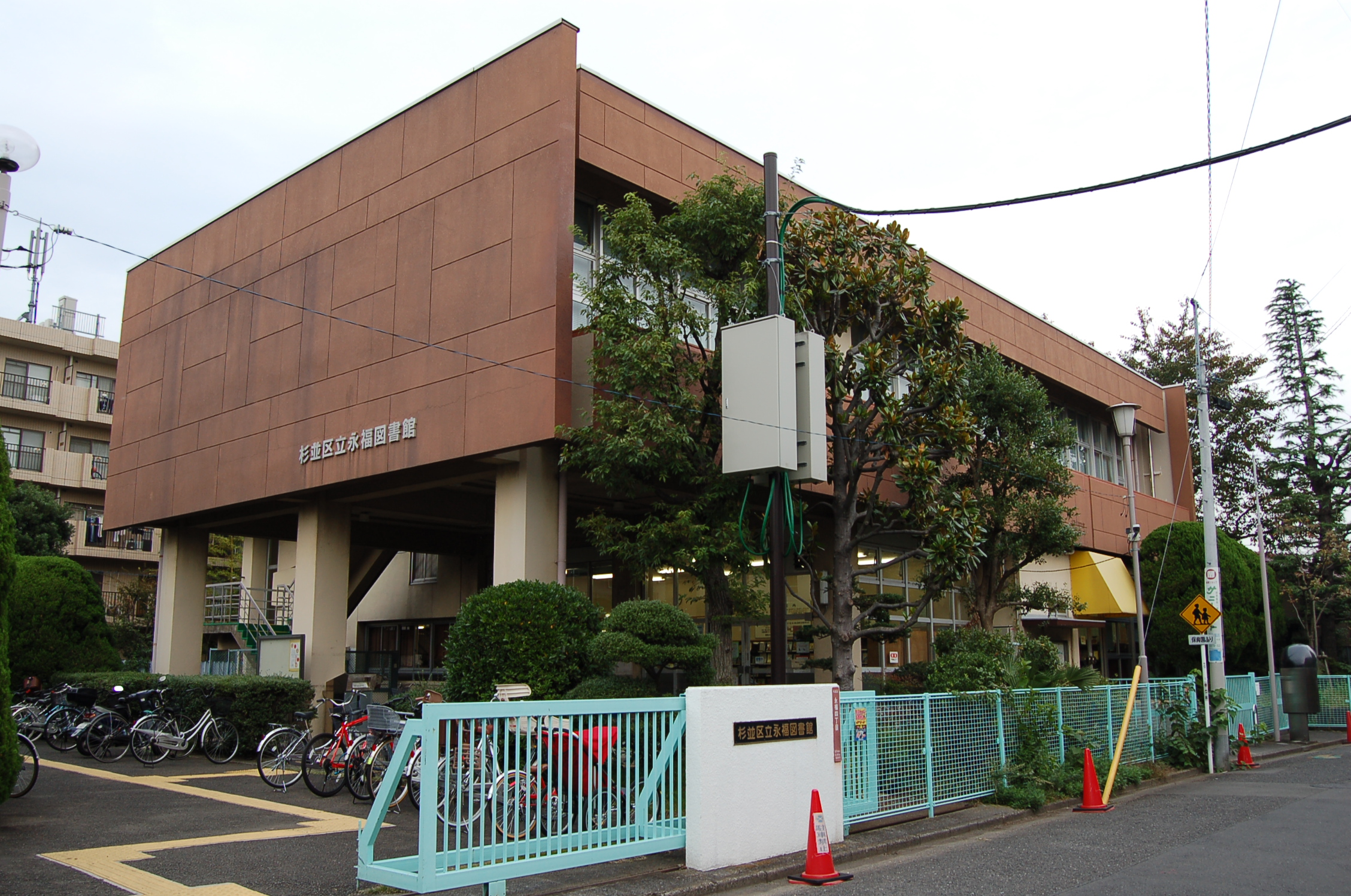
永福図書館
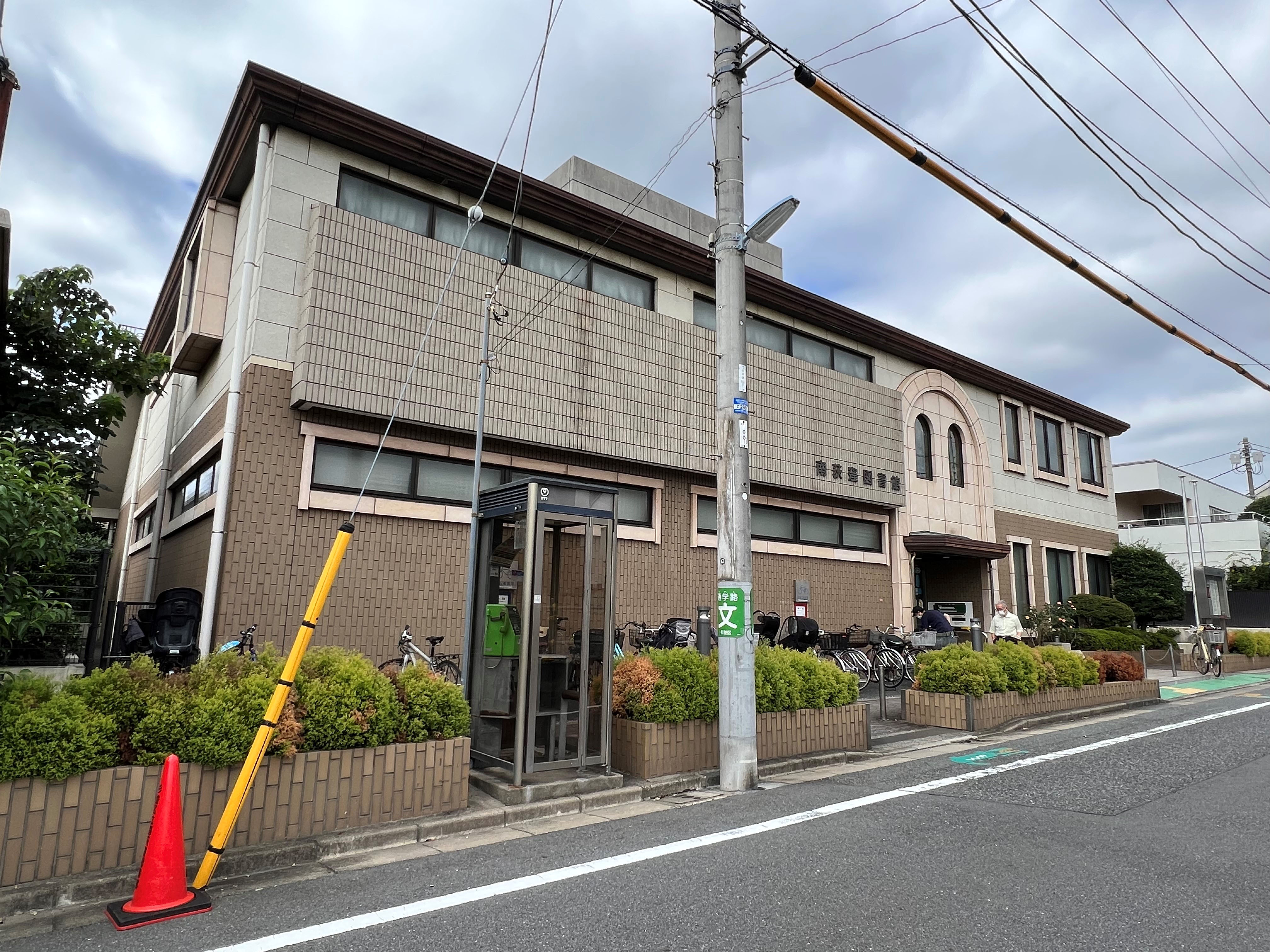
南荻窪図書館
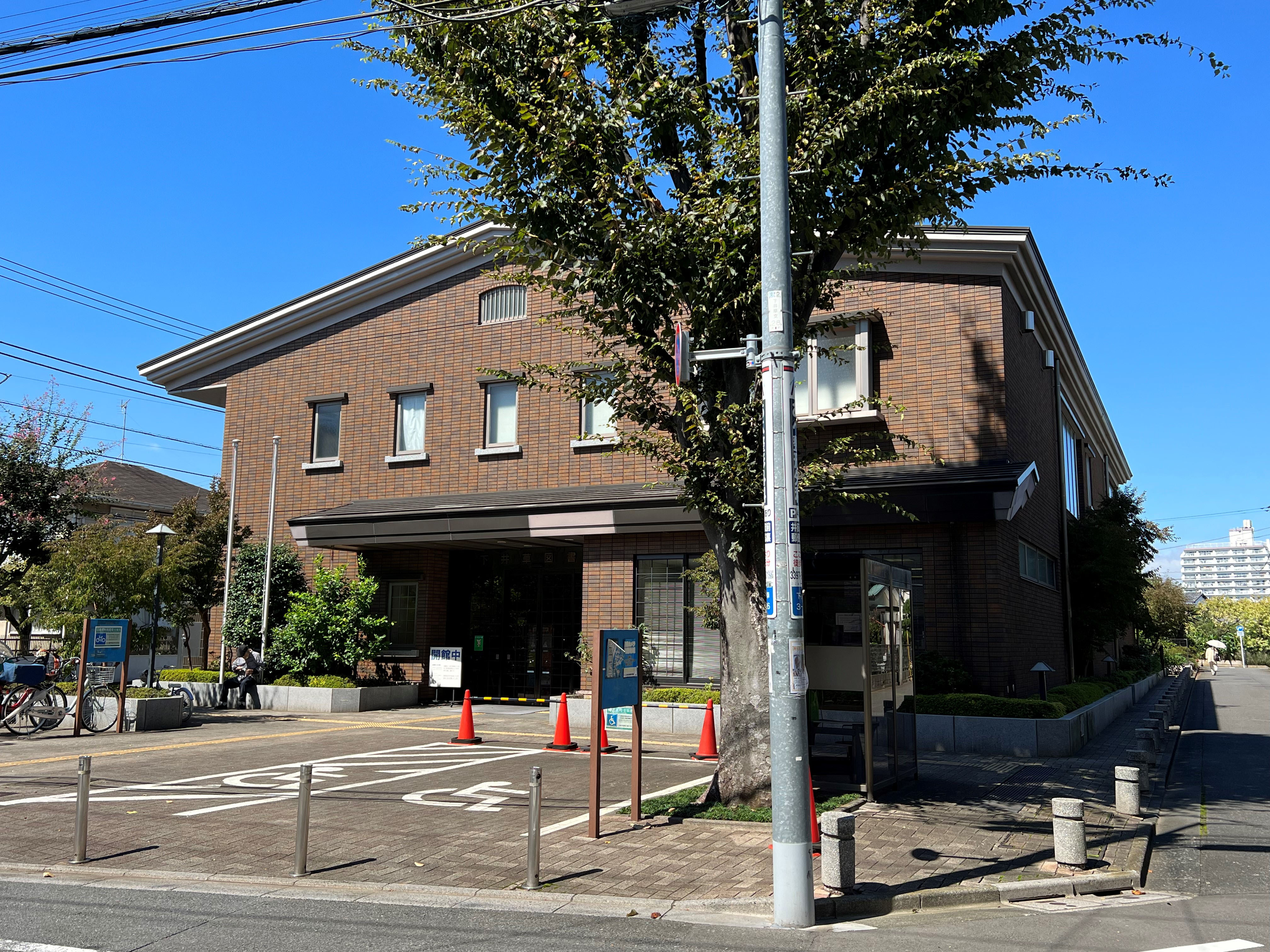
下井草図書館
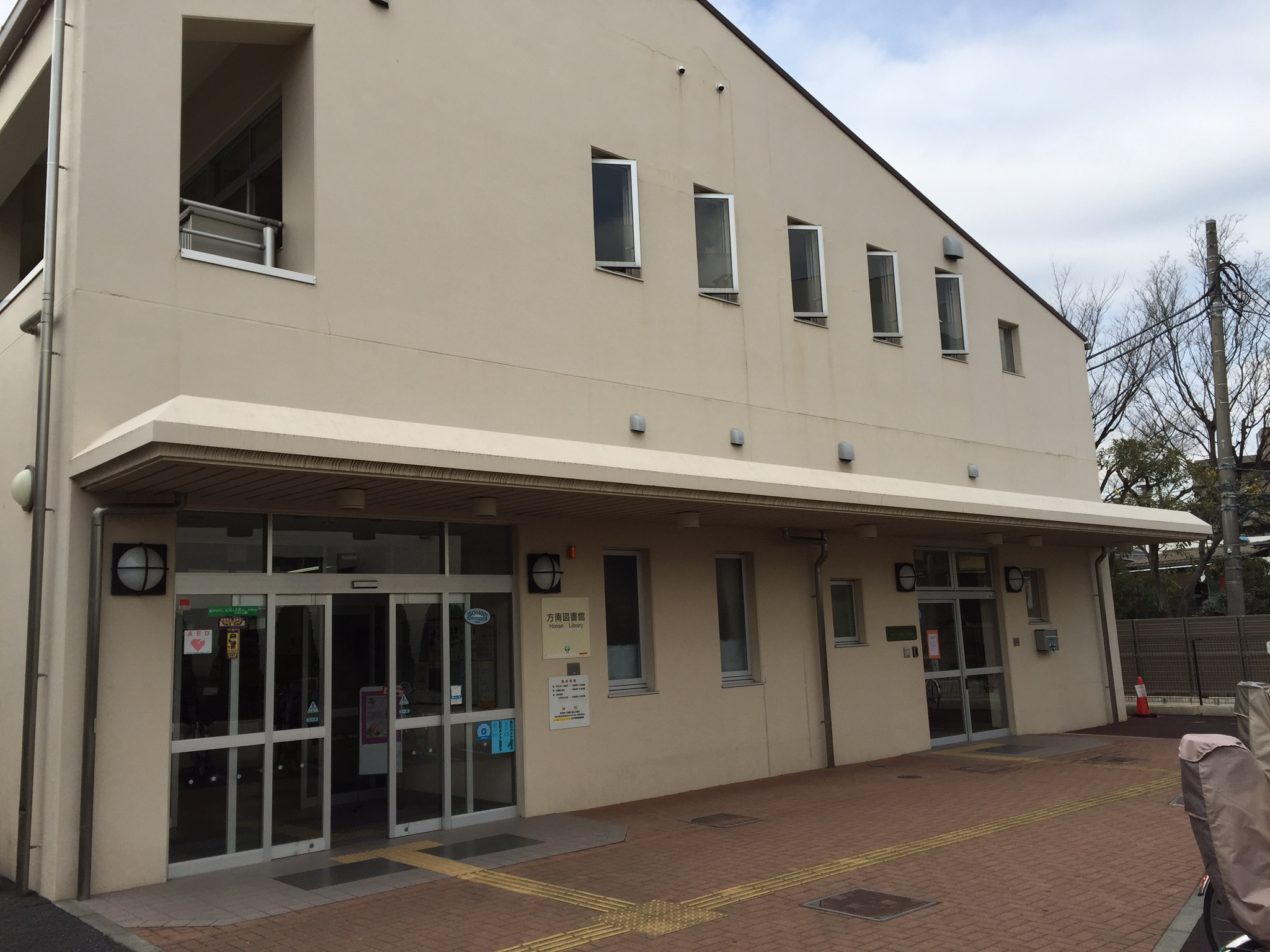
方南図書館

### 図書室等
- 高井戸地域区民センター図書室（東京都杉並区高井戸東3-7-5）
- 和田図書サービスコーナー（東京都杉並区和田2-31-21）
- 高円寺駅前図書サービスコーナー（東京都杉並区高円寺北2-5-1 ホテルメッツ内）

## 各館

### 中央図書館
旧杉並図書館を母体として、1982年（昭和58年）には旧杉並図書館の隣接地に杉並区立中央図書館が建てられた。杉並区政50周年を記念しており、杉並区立図書館の核となる施設である。設計は黒川紀章建築都市設計事務所。2019年度から2020年度にかけて大規模改修工事が行われ、2020年（令和2年）9月5日にリニューアルオープンした。
本の他、CD、レコード、ビデオも所有し、館内で鑑賞も可能である。建物は地上2階、地下1階建、外壁はアルミ張りである。

#### 利用案内
- 交通アクセス
  - JR中央本線・東京メトロ丸ノ内線荻窪駅南口から南東に徒歩8分。
- 開館時間
  - 月曜日から土曜日（祝日を除く） 午前9時から午後8時まで。
  - 日曜・祝日・12月29日・12月30日 午前9時から午後5時まで。
- 休館日
  - 毎月第1・第3木曜日、当日が祝日に当たる場合は、翌日以降の土曜・日曜・祝日、第1月曜日を除く平日。その他、図書整理、燻煙等の目的で臨時休館が定められている。

### 柿木図書館
1965年（昭和40年）には杉並区立柿木図書館が開館した。

#### 利用案内
- 交通アクセス
  - 西武新宿線井荻駅から東京都道311号環状八号線（環八通り）を南へ徒歩10分。
  - 関東バスと西武バスの荻11（西武池袋線石神井公園駅-井荻駅経由-JR中央本線、東京メトロ丸ノ内線荻窪駅間）、荻12（井荻駅-荻窪駅間）、西武バス荻17（荻窪-井荻駅経由-西武池袋線練馬高野台駅間）、関東バス荻10（西武新宿線下井草駅−荻窪駅間）清水3丁目下車、徒歩4分、西50（JR中央本線西荻窪−井荻間）、今川一丁目から徒歩3分。

### 宮前図書館
1972年（昭和47年）11月には杉並区立宮前図書館が開館した。他の杉並区立図書館と比較して閲覧室が大きく、社会人用と学生用に分かれる。

#### 利用案内
- 交通アクセス
  - 京王井の頭線久我山駅から北へ徒歩8分。関東バス中36（JR中央本線吉祥寺−中野間）宮前5丁目から徒歩5分、荻40（西荻窪駅-荻窪駅間）、西20（西荻窪駅−立教女学院間）水道道路東下車、徒歩3分。

### 阿佐谷図書館
1993年（平成5年）には阿佐谷図書館が開館した。阿佐ヶ谷文士村の地図などを所蔵している。
1階は一般図書など、2階は児童図書などである。CD等の貸出も行っている。

#### 利用案内
- 交通アクセス
  - JR中央本線阿佐ケ谷駅から徒歩12分[2]。